# Галіна (Огайо)
Галіна (англ. Galena) — селище (англ. village) в США, в окрузі Делавер штату Огайо. Населення — 924 особи (2020).

## Географія
Галіна розташована за координатами 40°13′36″ пн. ш. 82°52′44″ зх. д. / 40.22667° пн. ш. 82.87889° зх. д. (40.226794, -82.878881).  За даними Бюро перепису населення США в 2010 році селище мало площу 4,40 км², з яких 4,14 км² — суходіл та 0,26 км² — водойми.

## Демографія
Згідно з переписом 2010 року, у селищі мешкали 653 особи в 214 домогосподарствах у складі 172 родин. Густота населення становила 148 осіб/км².  Було 237 помешкань (54/км²).
Расовий склад населення:
| - 90,8 % — білих - 3,4 % — азіатів - 2,6 % — чорних або афроамериканців - 0,5 % — вихідців з тихоокеанських островів - 0,5 % — корінних американців - 1,2 % — осіб інших рас |

До двох чи більше рас належало 1,1 %. Частка іспаномовних становила 2,3 % від усіх жителів.
За віковим діапазоном населення розподілялося таким чином: 30,9 % — особи молодші 18 років, 59,9 % — особи у віці 18—64 років, 9,2 % — особи у віці 65 років та старші. Медіана віку мешканця становила 35,2 року. На 100 осіб жіночої статі у селищі припадало 97,9 чоловіків;  на 100 жінок у віці від 18 років та старших — 96,1 чоловіків також старших 18 років.
Середній дохід на одне домашнє господарство  становив 92 263 долари США (медіана — 82 321), а середній дохід на одну сім'ю — 102 434 долари (медіана — 100 313). Медіана доходів становила 62 188 доларів для чоловіків та 33 583 долари для жінок. За межею бідності перебувало 8,6 % осіб, у тому числі 10,1 % дітей у віці до 18 років та 15,7 % осіб у віці 65 років та старших.
Цивільне працевлаштоване населення становило 386 осіб. Основні галузі зайнятості: освіта, охорона здоров'я та соціальна допомога — 23,8 %, роздрібна торгівля — 15,0 %, науковці, спеціалісти, менеджери — 11,1 %, мистецтво, розваги та відпочинок — 10,6 %.